# Piromis gracilis
Piromis gracilis är en ringmaskart som beskrevs av Hartman 1961. Piromis gracilis ingår i släktet Piromis och familjen Flabelligeridae. Inga underarter finns listade i Catalogue of Life.